# Nothomiza triangulifera
Nothomiza triangulifera är en fjärilsart som beskrevs av Imaidzumi 1938. Nothomiza triangulifera ingår i släktet Nothomiza och familjen mätare. Inga underarter finns listade i Catalogue of Life.